# Profeta Geremia (Piero della Francesca)
Il Profeta Geremia è un affresco (245x165 cm) di Piero della Francesca e aiuti, facente parte delle Storie della Vera Croce nella cappella maggiore della basilica di San Francesco ad Arezzo, databile al 1458-1466. Si trova nel registro superiore della parete centrale, a destra della vetrata centrale e fa pendant con il Profeta Ezechiele sul lato opposto. Geremia è considerato autografo di Piero della Francesca, mentre Ezechiele venne dipinto dall'assistente Giovanni da Piamonte.

## Descrizione e stile
Nel programma iconologico dei cicli di affreschi dell'epoca è usuale trovare anche la rappresentazione di un certo numero di profeti dell'Antico Testamento, che però di solito si trovano in cornici o zone marginali, di dimensioni spesso più piccole. Piero invece li rappresentò a grandezza uguale a quella delle altre figure del ciclo, posti su uno sfondo neutro monocolore e appoggiati su un gradino marmoreo.
L'identificazione dei profeti è incerta poiché mancano attribuiti specifici o cartigli che ne stabiliscano inequivocabilmente l'identità o il contenuto delle loro profezie. 
L'identificazione di Geremia si basa sul riscontro della sua posizione accanto alla Morte di Adamo, verso la quale guarda ed è riguardato da un personaggio all'estremità sinistra. Geremia infatti aveva profetizzato la venuta di un discendente di Davide che Jahvé farà crescere come il germoglio piantato nella bocca di Adamo, interpretato come allusione al Cristo che lega la scena della nascita dell'Albero della Conoscenza al resto delle storie della Croce.
Il profeta è raffigurato in piedi, su uno sfondo scuro, come i personaggi del Ciclo degli uomini e donne illustri di Andrea del Castagno già a villa Carducci di Legnaia (1448-1451). In mano tiene un cartiglio svolazzante, dove però non c'è iscrizione o non si è conservata. L'elemento più spettacolare è l'illuminazione sperimentale che proviene da dietro a sinistra, dalla finestra cioè che illumina naturalmente la cappella. In questo senso il profeta è come se fosse sbalzato in avanti sul gradino, proiettandosi verso lo spettatore quel tanto che basta per lasciarsi la finestra e la luce alle spalle. 
La veste del profeta è blu, con mantello rosso e bianco, mentre nel profeta Ezechiele il rosso sta sulla veste, secondo un'alternanza di colori frequente nell'arte pierfrancescana.